# Piece of crap
Piece of crap is een lied dat werd geschreven door Neil Young. Samen met Crazy Horse bracht hij het in 1994 uit op hun album Sleeps with angels. Daarnaast verscheen het op een maxisingle waarop twee versies van Tonight's the night werden meegeleverd, en kwam het op de ep The complex sessions te staan.

## Tekst en muziek
Het is een furieus doch humoristisch rock-'n-rollnummer, grenzend aan punk, waarin Young zich bedient van enkele eenvoudige akkoorden. Het is afwijkend van de rest op het album Sleeps with angels dat vooral zwaarmoedig gestemd is. Van Young is bekend dat hij wel vaker een vreemde eend op een album plaatst. Het past niettemin binnen eerder repertoire dat hij samen met Crazy Horse heeft uitgebracht.
In het nummer drijft hij de spot met commercialisering. Hij verruilt een paper bag voor een plastic draagtas, om te voorkomen dat er een bos wordt gekapt. De bodem valt er echter uit. Ook koopt hij wat anders van slechte kwaliteit. Als hij het terugbrengt naar de winkel, krijgt hij er vier stuks voor terug. De titel is dan ook een verwijzing naar de slechte kwaliteit van consumptieartikelen; piece of crap laat zich vertalen als troep.

## Uitvoeringen en covers
In 1995 plaatste de rockband Pearl Jam het nummer op het album Through the years part 2. Het is een uit twee nummers van dit album waarop Young de zang voor zijn rekening nam. Het andere nummer is Lay lady lay dat werd geschreven door Bob Dylan.
Daarnaast verschenen enkele covers van andere artiesten. Zo plaatste de Texaanse countryband Slobberbone hun versie op het album This note's for you too! (1999). Enkele jaren later verscheen nog een versie van The Futureheads als derde nummer op hun cd-single First day (2003).